# شهرداری درای
شهرداری درای (به لاتین: Derai) یک منطقهٔ مسکونی در بنگلادش است که در Derai Upazila واقع شده‌است.